# 2001-es ázsia–óceániai ralibajnokság
A 2001-es ázsia–óceániai ralibajnokság május 4-én vette kezdetét és november 2-án végződött. A bajnokságot a maláj Karamjit Singh nyerte, másodikként az olasz Nico Caldarola végzett, még a harmadik helyen a brit John Lloyd zárt.

## Versenynaptár
| Dátum                     | Verseny                      | Győztes*       |
| ------------------------- | ---------------------------- | -------------- |
| május 4–6.                | Rally of Canberra            | Nico Caldarola |
| június 1–3.               | Rallye de Nouvelle-Calédonie | Karamjit Singh |
| június 29. – július 1.    | Rally of Rotorua             | Karamjit Singh |
| szeptember 7–9.           | Rally Malaysia               | Karamjit Singh |
| október 20–22.            | Rally of China               | Nico Caldarola |
| október 30. – november 2. | Rally of Thailand            | Nico Caldarola |

* A győztes versenyző nem feltétlen egyező az adott verseny abszolút győztesével. Itt a bajnoki értékelésben első helyezett versenyző neve van feltüntetve.

## Végeredmény
| #  | Versenyző         | Pontszám |
| -- | ----------------- | -------- |
| 1. | Karamjit Singh    | 59       |
| 2. | Nico Caldarola    | 49       |
| 3. | John Lloyd        | 7        |
| 4. | Tadzsima Nobuhiro | 1        |

## Külső hivatkozások
- A bajnokság hivatalos honlapja
- Eredmények a rallybase.nl honlapon
- A szezon összefoglalója az aprc.tv honlapon (angolul)